# John Berryman
John Allyn Berryman (McAlester, Oklahoma, 25 oktober 1914 – Minneapolis, Minnesota, 7 januari 1972) was een Amerikaans dichter en schrijver. In 1965 ontving hij de Pulitzerprijs voor poëzie.

## Leven en werk
Berryman woonde de eerste tien jaar van zijn leven in Oklahoma en verhuisde daarna naar Florida, waar zijn vader twee jaar later zelfmoord pleegde. Zijn moeder ging naar New York en hertrouwde, John werd naar een private kostschool in Connecticut gestuurd. Hij studeerde Engelse letterkunde aan Columbia-universiteit (bij Mark Van Doren) en later in Engeland, aan de Universiteit van Cambridge. Na zijn terugkeer naar Amerika doceerde hij aan de University of Iowa, Harvard en Princeton.
Berryman begon met dichten in de jaren dertig. In de jaren veertig publiceerde hij een drietal bundels, maar zijn grote doorbraak kwam pas in 1956, met Homage to Mistress Bradstreet, een dramatische monoloog waarin hij zijn bewondering uitspreekt voor Anne Bradstreet, ook wel genoemd de ‘eerste Amerikaanse dichteres’. Het gedicht handelt over haar fysieke en religieuze lijden en spiegelt dat aan het moderne wereldgebeuren. Berryman gebruikt daarbij een experimentele schrijfwijze, met nieuwe interpretaties van historische feiten en woordbetekenissen, vaak gebruikt buiten de algemeen aanvaarde context om.
Berryman gaf zijn experimentele stijl een vervolg met de bundel 77 Dream Songs, uit 1956, waarmee hij de Pulitzerprijs won. Het is een complexe, kritische verhandeling over de ingebeelde persoon ‘Henry’, die gaandeweg een alter ego van Berryman zelf blijkt te zijn. In The Dream Songs (1967), His Toy, His Dream His Rest (1969) en Love & Fame (1970) borduurt hij verder op deze autobiografische benadering en werkt hij zijn taalexperimenten verder uit tot een geheel eigen stijl. Berryman wordt wel gerekend tot de school van de ‘confessional poetry’ en is duidelijk verwant aan Robert Lowell en Anne Sexton. De humor die hij telkens weer door de behandeling van serieuze levensvraagstukken weeft werkt echter relativerend en verfrissend.
Berryman schreef in de jaren veertig ook een aantal bundels korte verhalen en een kritische biografie over Stephen Crane (1950). In 1972 pleegde Berryman zelfmoord door van een brug op het ijs van de Mississippi te springen.

## Fragment
- Zwart haar, Latijns gelaat, karbonkels neer...
Die pummel naast haar smult… wat voor mirakelen
Broedt ze eigenlijk op, daarzo?
Het restaurant gonst of ze op Mars zit.
Waar ging het mis? Er moest wel een wet zijn tegen Henry
- Die is er, meneer Bones.
(vertaling Rob Schouten)